# A&W 레스토랑

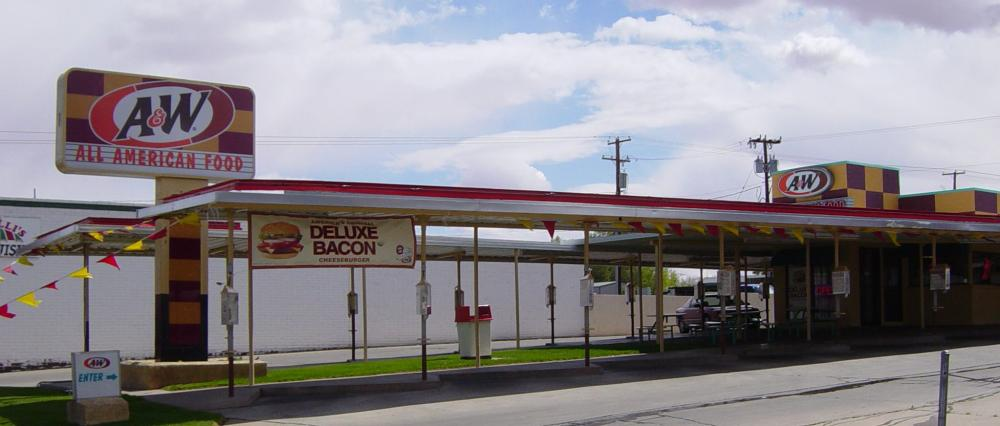
애리조나주에 있는 A&W 레스토랑

A&W 레스토랑(A&W Restaurants)은 미국 켄터키주 렉싱턴에 본사를 둔 패스트푸드 체인점이다. 이 레스토랑은 1919년에 캘리포니아주 로다이에서 설립되었으며, 루트 비어로 유명하다.

## 같이 보기
- 데어리 퀸
- 화이트 캐슬
- 오렌지 줄리어스